# Сестра
Сестра́ (также полноро́дная или родна́я сестра́) — девочка/женщина по отношению к другому ребёнку (детям) своих родителей:
- Старшая сестра — девочка/женщина по отношению к более младшему ребёнку (детям) своих родителей.
- Младшая сестра — девочка/женщина по отношению к более старшему ребёнку (детям) своих родителей.
- Привенчанная сестра (устар.) — сестра, рождённая до брака родителей и ими признанная.

Единоутро́бная сестра́ (одноутробная) — женщина по отношению к другому ребёнку своей матери, от другого отца.
Единокро́вная сестра́ (однородная) — происходящая от одного отца, но разных матерей.
Сво́дная сестра́ — это состояние родства, возникающее при вступлении двух родителей в повторный для каждого из них обоих брак, между их детьми от предыдущих браков. Другими словами, у сводных братьев/сестёр нет общих родителей и их связывает семейное отношение, но не биологическое родство.
Двоюродная сестра (или кузина, от фр. cousine), — девочка/женщина по отношению к ребёнку дяди или тёти = дочь дяди или тёти.
- Стрыечка — (устар.) двоюродная сестра по отцу = дочь дяди, брата отца.
- Уечка (вуечка) — (устар.) двоюродная сестра по матери, дочь тёти.